# ANDOS
ANDOS es un sistema operativo ruso. Fue usado como sistema operativo para la serie de ordenadores Electronika BK-0010 y Electronika BK-0011M. Fue virtualmente el único sistema en la serie BK que usaba el sistema de archivos de MS-DOS.
ANDOS utilizaba el sistema de archivos FAT12 en disquetes de 800kb. 